# Andropolia epichysis
Andropolia epichysis är en fjärilsart som beskrevs av Augustus Radcliffe Grote 1880. Andropolia epichysis ingår i släktet Andropolia och familjen nattflyn. Inga underarter finns listade i Catalogue of Life.